# Provincia di Sud Carangas
La provincia di Sud Carangas è una delle 16 province del dipartimento di Oruro nella Bolivia occidentale. Il capoluogo è la città di Andamarca.
Al censimento del 2001 possedeva una popolazione di 6.136 abitanti.

## Geografia antropica

### Suddivisioni amministrative
La provincia è suddivisa in 2 comuni:
- Andamarca
- Belén de Andamarca